# Pinus taeda
Pinus taeda (en anglès: Loblolly Pine) és un dels diversos pins originaris del sud-est dels Estats Units, va des del centre de Texas a Florida, arribant cap al nord a Delaware i el sud de Nova Jersey. Domina a la meitat est de Carolina del Nord. La indústria de la fusta classifica aquesta espècie com southern yellow pine.

## Descripció

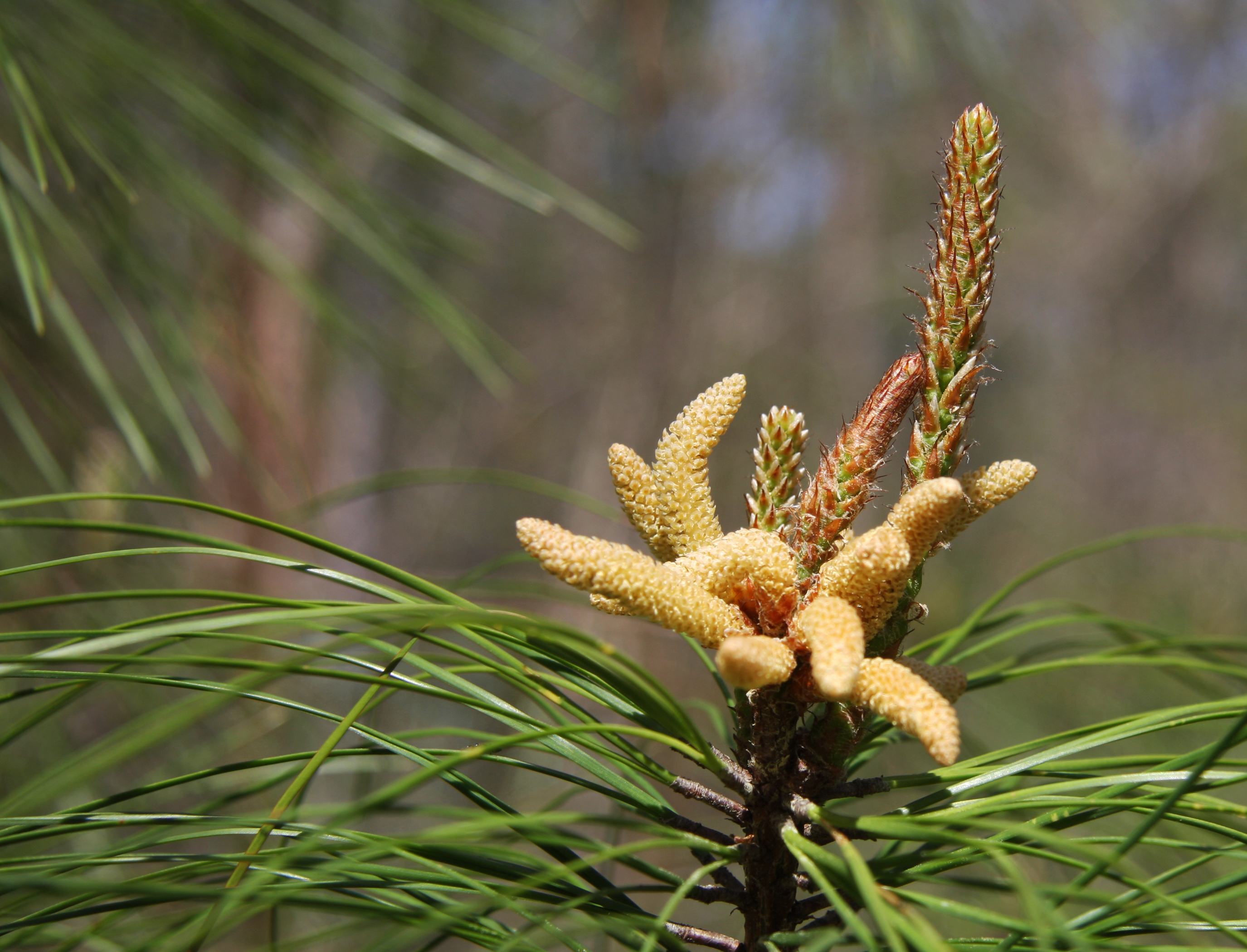
Cons masculins en desenvolupament

Arriba a fer 35 m d'alt. Les seves fulles aciculars formen grups de tres i fan de 12 a 22 cm de llargada. Les pinyes madures són de color marró pàl·lid i fan de 7 a 13 cm de llargada.

## Nom

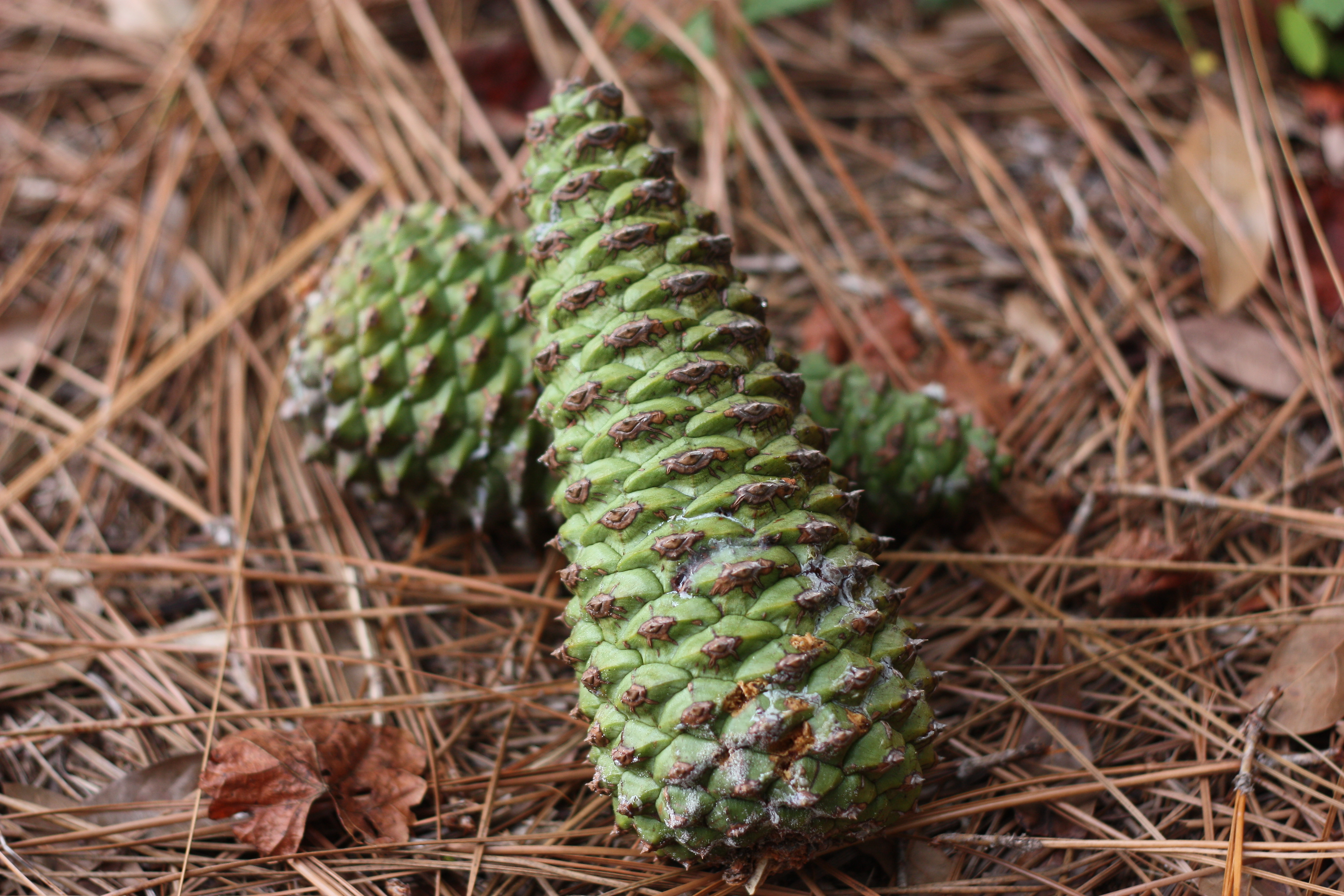
Pinyes femenins madurs i sense obrir

La paraula del nom comú en anglès, loblolly, significa "lloc baix humit", però aquests pins no estan limitats a aquest hàbitat específic.
L'epítet del nom científic taeda es refereix a la seva fusta resinosa.

## Ecologia
Amb la vinguda de la supressió dels focs forestals (wildfire suppression), aquest pi ha agafat prevalència en algunes parts del sud dels Estats Units i especialment al nord de Florida.
És un pi amb una alta taxa de creixement i se'n fan moltes plantacions als Estats Units, ja que se n'aprecia la fusta i també per a fer polpa de paper.